# Carlos Etchevarne
Carlos Alberto Etchevarne (15 de novembro de 1950), é um professor universitário e arqueólogo argentino de ascendência italiana radicado em Salvador desde 1984.
É autor da obra Escrito na Pedra: Cor, Forma e Movimento nos Grafismos Rupestres da Bahia, vencedor do Prêmio Clarival do Prado Valladares.

## Biografia e carreira acadêmica
Embora nascido na Argentina, Etchevarne morou na Itália antes de se mudar de forma definitiva para o Brasil.
Etchevarne bacharelou-se em antropologia com ênfase em arqueologia pela Universidade Nacional de Rosário, em 1974; em 1992 realizou seu mestrado pela USP e doutorado em Quaternaire Geologie Paleontologie Humaine et Pré-Histoire pelo Institut de Paléontologie Humaine do Museu Nacional de História Natural em Paris e o pós-doutorado na Universidade de Coimbra.
Professor do Departamento de Antropologia da Universidade Federal da Bahia, ali também atua na pós-graduação desta área; é ainda colaborador nas universidades de Coimbra e do Porto, e membro da pós-graduação na UFPE.
Em 2006 venceu o prêmio Clarival do Prado Valladares, num valor de R$ 532.400,00, para a concretização de um livro que retratasse a arte rupestre no estado da Bahia.
Conselheiro do Instituto do Patrimônio Histórico e Artístico Nacional (IPHAN de 2008 a 2010), é membro fundador e presidente da Associação Brasileira de Arte Rupestre, entidade pela qual organizou o mais importante encontro internacional sobre o tema já realizado na Bahia, e que teve lugar na cidade de Lençóis entre 23 a 25 de agosto daquele ano.

## Obras

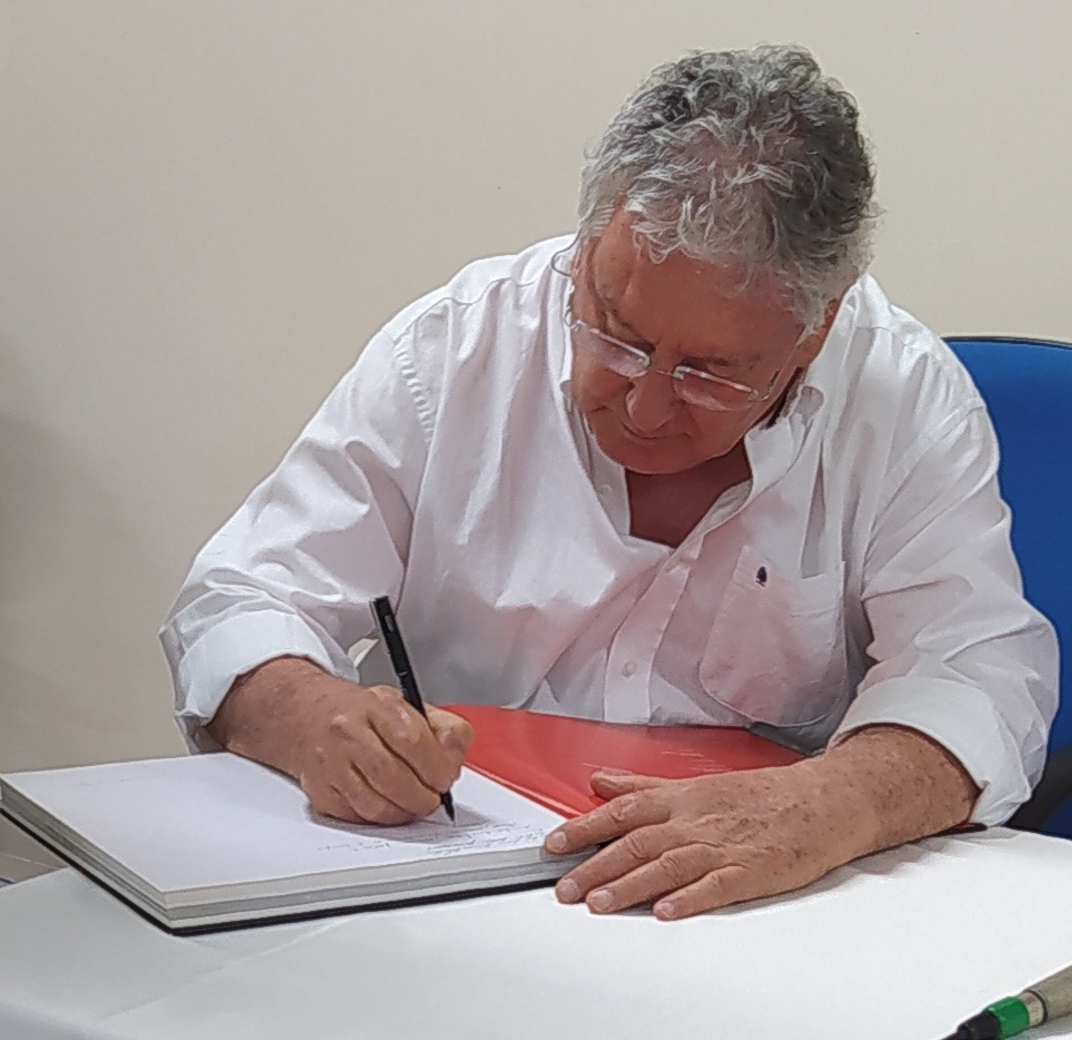
Carlos Etchevarne autografa seu livro, Caetité, 2022.

Etchevarne é autor de Escrito na Pedra: Cor, Forma e Movimento nos Grafismos Rupestres da Bahia, que traz um inventário dos principais sítios arqueológicos do estado brasileiro da Bahia. É também autor de Sítios dunares do sub-médio São Francisco, de 1991.
Fundou o Museu de História do Pantanal, na cidade de Corumbá, destinado ao registro da ocupação humana na região pantaneira do Brasil.